# Parque nacional de Arabuko Sokoke
El Parque nacional de Arabuko Sokoke (en inglés: Arabuko Sokoke National Park) se compone del Bosque de Arabuko-Sokoke que se encuentra en la costa de Kenia, 110 km al norte de Mombasa, y está protegido como reserva forestal nacional. El parque nacional de Arabuko-Sokoke es sólo una pequeña parte de la Reserva de Arabuko-Sokoke, con unos pocos kilómetros cuadrados y está situado en el extremo norte-occidental de la selva. El parque nacional fue declarado sólo en la década de 1980 y, de hecho se extiende a ambos lados de la frontera de la Reserva Forestal.